# Johan Ihre
Johan Ihre (Lund, 3 de marzo de 1707–Upsala, 1 de diciembre de 1780) fue un filólogo y un lingüista histórico sueco.
Era hijo del profesor de teología y filólogo Thomas Ihre. Después de un viaje de estudios a través de Europa entre los años 1730-1733, se convirtió en profesor (1734), bibliotecario (1735), profesor de poesía latina (1737) y de historia (1738).
Fue el primer estudioso en identificar el cambio consonántico propio de las lenguas germánicas, que más adelante estudiaron Rasmus Christian Rask y Jakob Grimm, conocido en la actualidad como ley de Grimm.
Johan Ihre fue el primero en argumentar que la Edda no es un catecismo mitológico, sino un tratado de poética y que las runas en Suecia no son anteriores al siglo VI. Publicó un diccionario etimológico sueco, el Glossarium Suiogothicum (1769), inspirado en un diccionario similar del alemán Johann Georg Wachter.
En la década de 1740 fue acusado ante los tribunales por algunas ideas liberales, tanto sobre religión como sobre política, que defendió en sus tratados, siendo finalmente absuelto.

## Obras principales
- Utkast till föreläsningar öfwer swenska språket (1745)
- Fragmenta versonis Ulphilanae, continentia particulas… (1763)
- Swenskt dialect lexicon (1766)
- Anmärkningar, rörande Codex argenteus i Upsala (1767)
- Analecta Ulphilana (1767-1769)
- Glossarium Suiogothicum (1769)
- Scripta versionem Ulphilanam et linguam Moeso-Gothicam illustrantia (1773)